# Santelhöchi
Il Santelhöchi è un passo di montagna nel Canton Soletta, collega la località di Egerkingen con Bärenwil (comune di Langenbruck). Scollina a un'altitudine di 797 m s.l.m.